# Anna Hempstead Branch
Anna Hempstead Branch (ur. 1875, zm. 1937) – poetka amerykańska.

## Życiorys
Anna Hempstead Branch urodziła się w mieście New London w stanie Connecticut jako córka Johna Locke’a Brancha i jego żony Mary Lidii Bolles Branch. Ojciec autorki był z zawodu prawnikiem i prowadził praktykę w Nowym Jorku. Matka była poetką. Ponieważ w New London nie było szkoły dla dziewcząt, młoda Anna w 1893 wyjechała uczyć się w Smith College. Była jednak przywiązana do miejsca swojego urodzenia, co wynikało między innymi z faktu, że jej rodzina mieszkała tam od dawna. Jakkolwiek już wcześniej interesowała się poezją i podejmowała pierwsze próby w tym zakresie, dopiero w Smith College poświęciła się na poważnie twórczości lirycznej. W 1898 wygrała konkurs poetycki dla absolwentów uczelni zorganizowany przez czasopismo Century Magazine. Wyróżnionym wierszem był utwór The Road 'Twixt Heaven and Hell. To otworzyło jej drogę do publikowania. Jej pierwszy tomik wydała w 1901 oficyna Houghton & Mifflin. Dużą część życia poetka spędziła w Nowym Jorku. Założyła tam towarzystwo Poets' Guild, do którego wprowadziła między innymi Edwina Arlingtona Robinsona, Margaret Widdimer i Williama Rose’a Benéta, starszego brata Stephena Benéta. Poetka nie założyła rodziny. Zmarła w 1937.

## Twórczość
Anna Hempstead Branch wydała tomiki The Heart of the Road, and Other Poems (1901), Shoes That Danced, and Other Poems (1902) i Rose of The Wind, and Other Poems (1910). Pisała między innymi sonety (cykl Sonnets for New York City). Stworzyła też poemat dialogowy wierszem białym Lazarus. Najambitniejszą próbą poetki był poemat epicki Nimrod, również napisany nierymowanym dziesięciozgłoskowcem. Posługiwała się tradycyjnymi formami wersyfikacyjnymi.